# Zindan-Tor

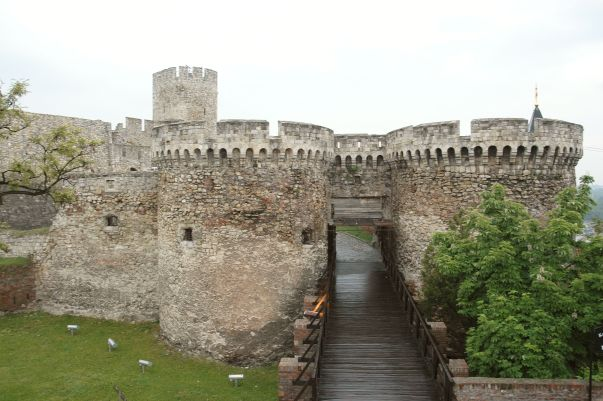
Die Ungarn befestigten den bei der Türkischen Belagerung von 1456 entscheidenden Gefechtsplatz am Tor des Despoten zusätzlich durch das doppeltürmige Zindan-Tor.

Das Zindan-Tor (Zindan steht für türk. Kerker) ist eine halbrunde Fortifikation (Befestigungsanlage) der Festung von Belgrad und wurde Mitte des 15. Jahrhunderts vor dem Tor des Despoten errichtet. Sie besteht aus zwei abgerundeten Türmen und einer Brücke. Das Tor hat neben den massiven Türen noch Hilfsräume. Die beiden Türme des Tores sind aber nicht miteinander verbunden. Das Tor diente den Türken als Gefängnis.